# Ciumbrud
Ciumbrud (en húngaro: Csombord) es un pueblo del municipio de Aiud, en el transilvano distrito de Alba de Rumanía. Tenía 1.204 habitantes en 2011.

## Geografía
La localidad se halla en la orilla izquierda del río Mureș.

## Historia
En la localidad se hallaron restos de un asentamiento de la cultura de Petrești. La primera mención de la localidad se remonta a 1220 (Chumburd), y más tarde como Chombord en 1343.
Ciumbrud fue fundado en época Árpád, según los datos del registro del diezmo papal, su sacerdote pagó 36 groschen en 1332, 8 en 1334 y 13 en 1335.
Su población húngara medieval se convirtió a la fe reformada en el siglo XVI. En los siglos XVIII y XIX era propiedad de los Kemény y del Colegio Reformado de Aiud. En 1848-1849, István Kemény, que tenía aquí su residencia ocupó el puesto de alispán del condado de Alsó-Fehér. El 8 de enero de 1849, sobre el helado Mureş, Ioan Axente Sever juró aquí entrar en Aiud, donde se había llevado a cabo una masacre. 
Ya en el siglo XIX, era uno de los pueblos productores de vino más famosos de las estribaciones de Transilvania, en gran parte gracias a la iniciativa de los Kemény que fundaron aquí una escuela vitícola. Sus dos uvas más típicas son la Riesling y la plébanos. La escuela, que desde entonces ha ganado una gran reputación profesional, fue nacionalizada en 1948 y ahora funciona como Escuela Vocacional Agrícola Alexandru Borza

## Patrimonio
- Memorial a los caídos en la Primera y Segunda Guerra Mundial.
- Iglesia reformada de Ciumbrud.
- Castillo Kemény, en estilo barroco, de 1800.

## Economía
Viticultura y producción de rosas.

## Galería de imágenes

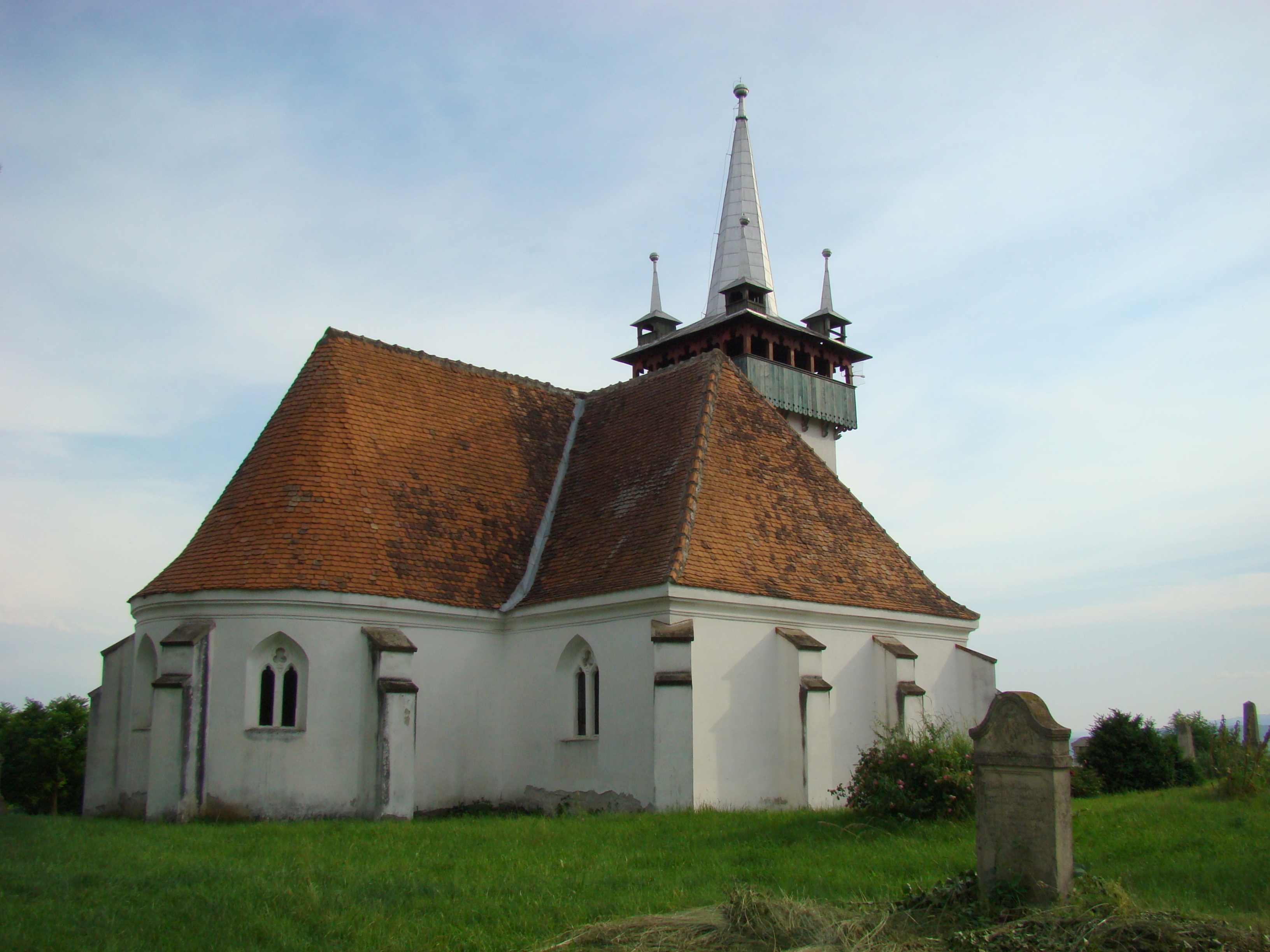
Iglesia reformada de Ciumbrud.
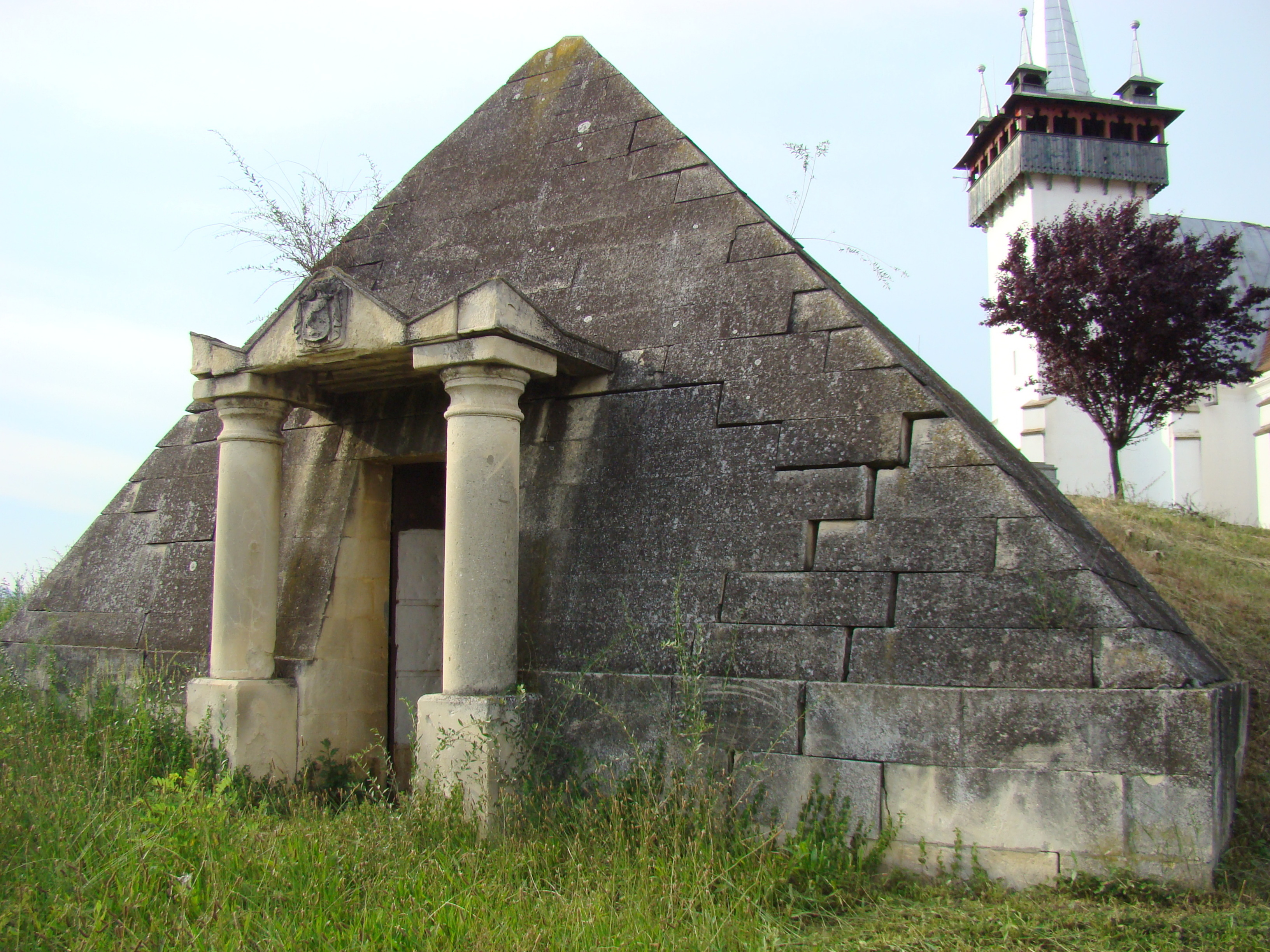
Cripta de Árpád Kemény.
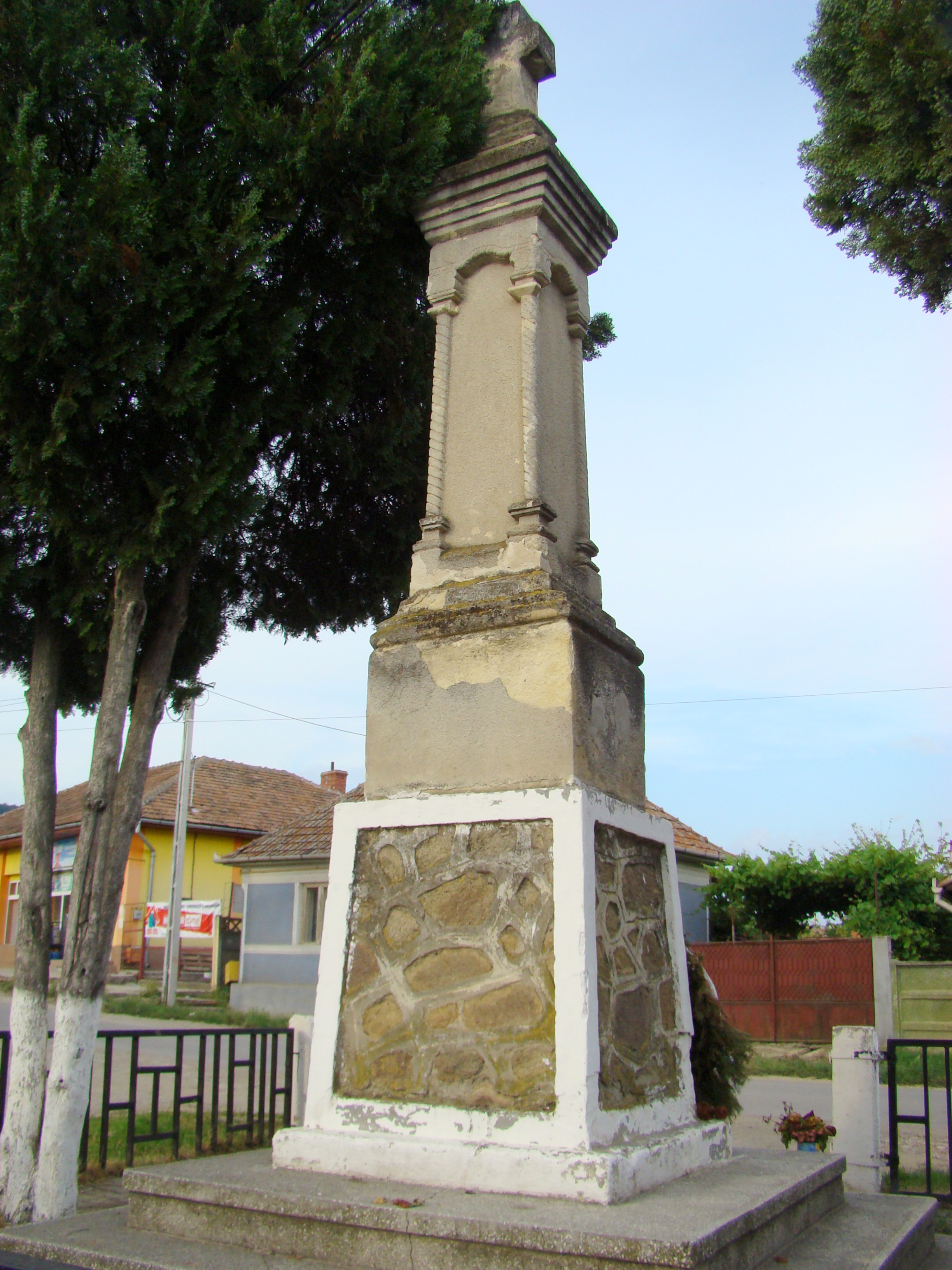
Monumento a los héroes caídos.
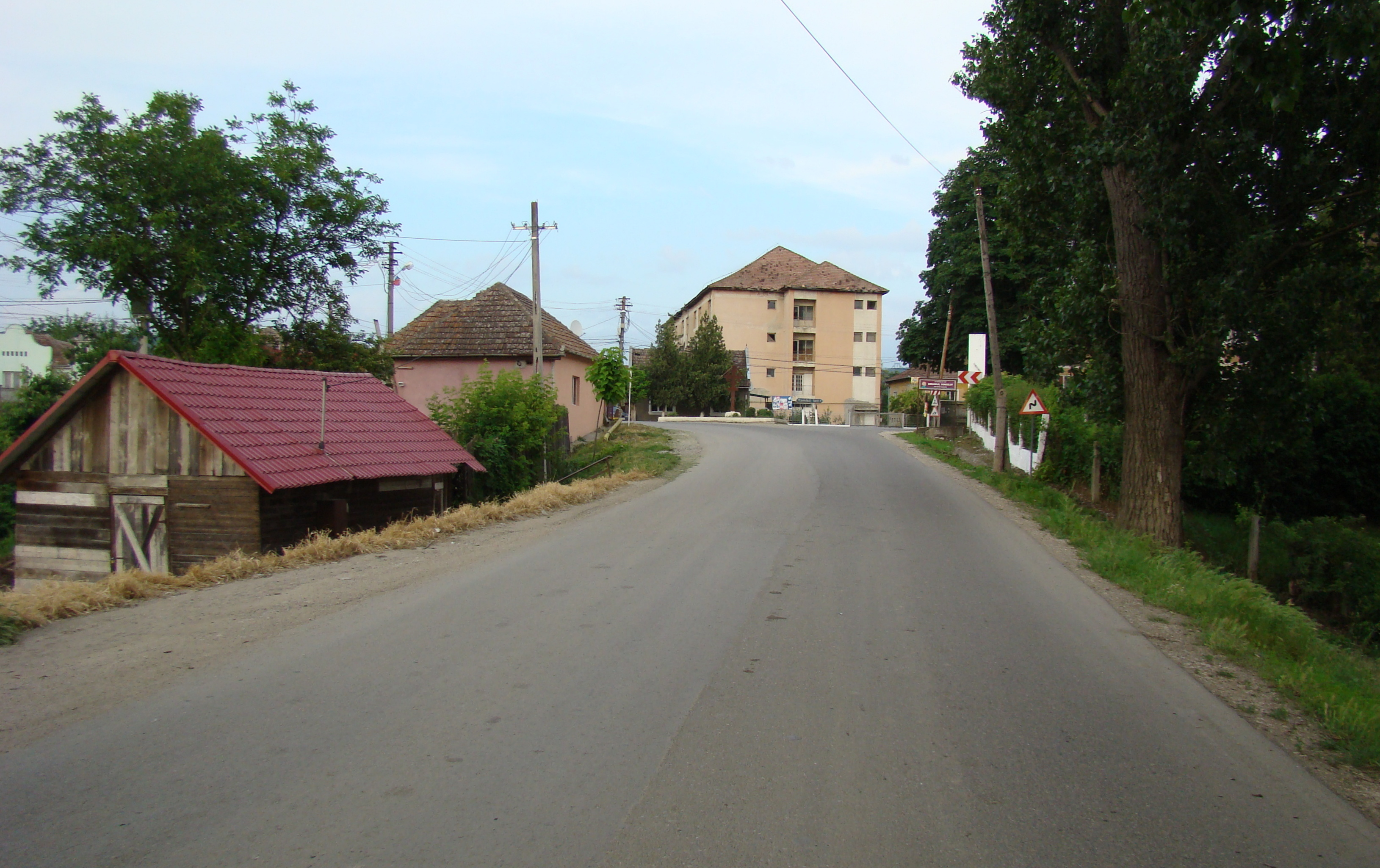
Una calle de Ciumbrud.
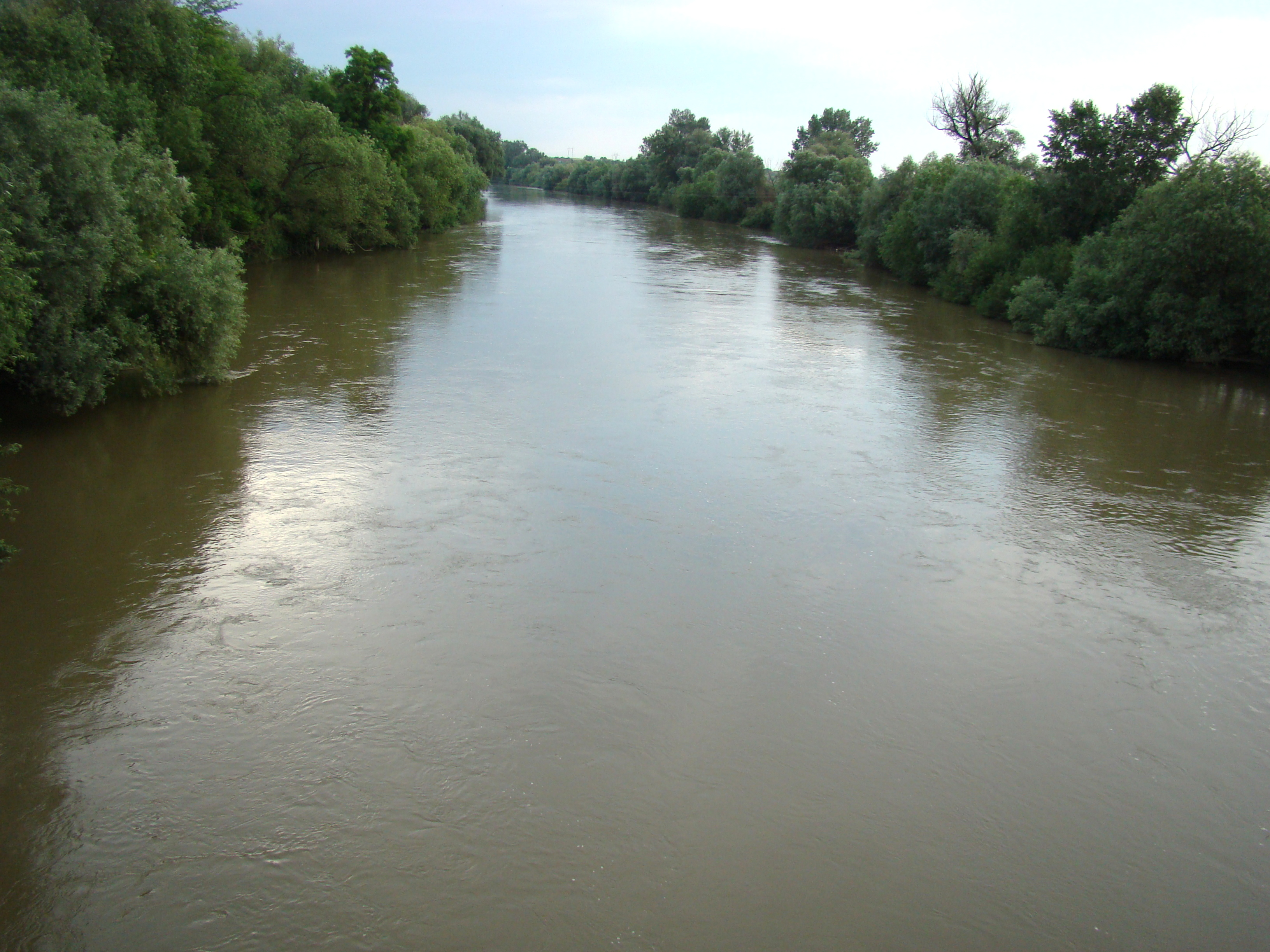
El Mureș a su paso por Ciumbrud.